# Heimsbrunn
Heimsbrunn è un comune francese di 1 476 abitanti situato nel dipartimento dell'Alto Reno nella regione del Grand Est.

## Società

### Evoluzione demografica
Abitanti censiti

## Galleria d'immagini

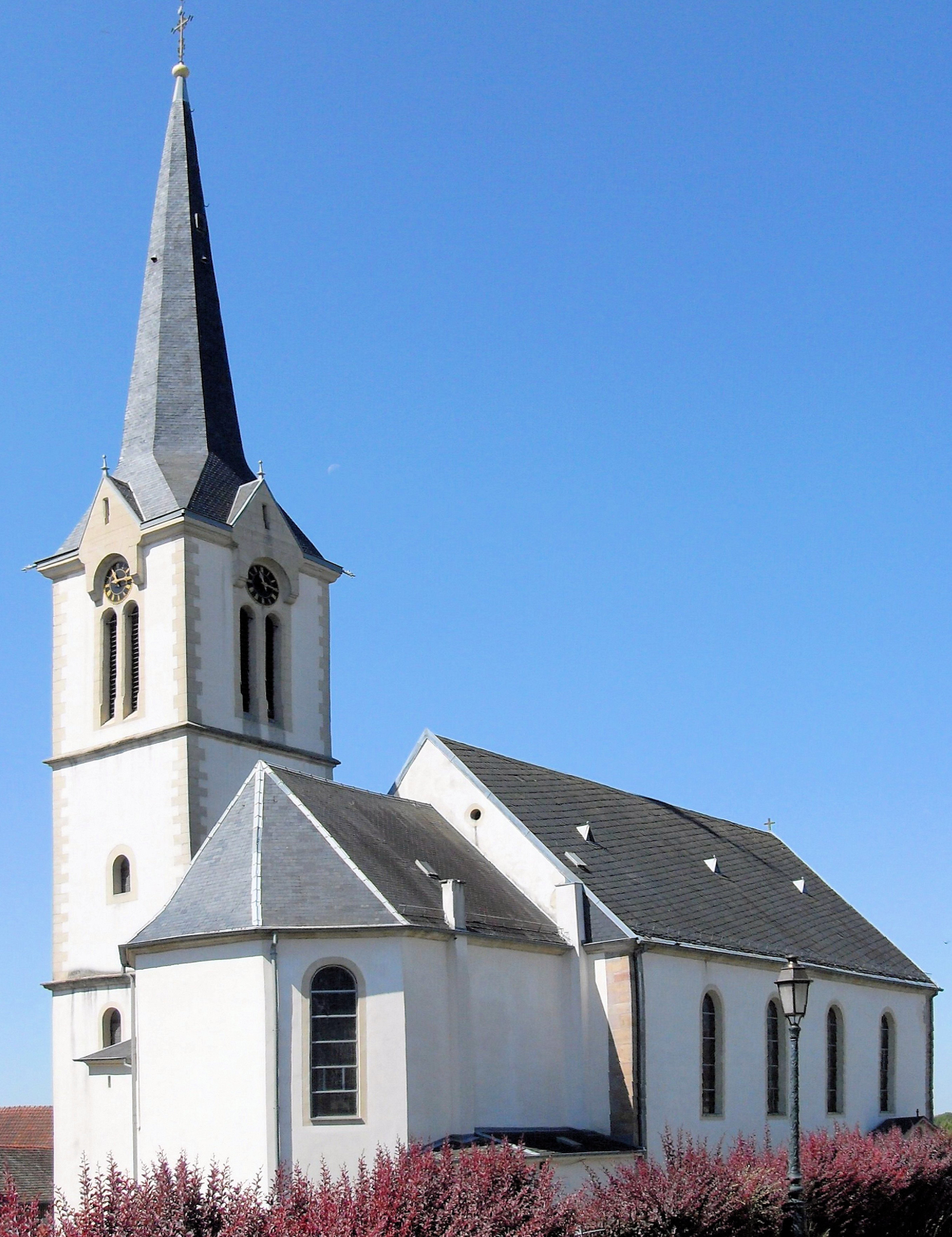
Chiesa Saint-Projet et Saint-Amarin
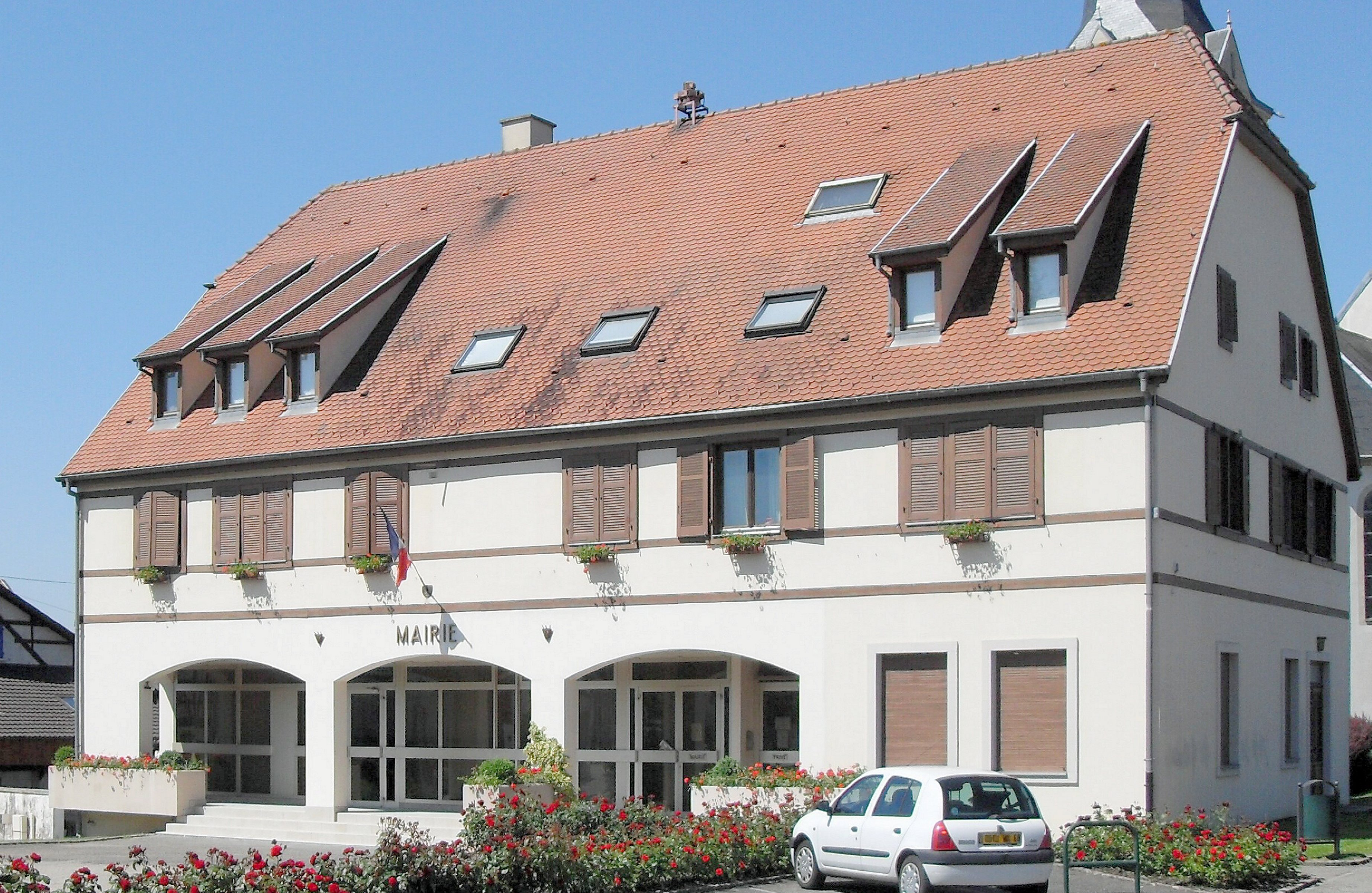
Municipio